# Pajacek
Pajacek in punčka je najbolj znana pravljica, v kateri nastopa literarni lik Pajacek. Napisal jo je Kajetan Kovič leta 1984, ilustrirala pa Jelka Reichman.

## Pajacek in punčka
Punčka je živela čisto sama in je šivala pajacke. Toda pajacki niso bili živi in deklici je bilo dolgčas. Odločila se je, da bo sešila živega pajacka. Po končanem delu je pajacek nepremično sedel na okenski polici. Punčka je bila tako besna, da je pajacku zabodla iglo naravnost v vrat in pajacek je oživel. Enako je naredila tudi z ostalimi pajacki in življenje je postalo živahnejše. Toda deklica se je kmalu naveličala enoličnosti. Sešila je novega, posebnega pajacka, kateremu je iglo zabodla naravnost v srce. Ta pajacek ji je pravil zgodbe in ji delal sanje. Toda deklica se je zopet naveličala, da bi bil pajacek živahnejši mu je v srce zabadala vedno več igel. Neko noč je sanjala, da je pajacek umrl. Ko se je prebudila je bila tako žalostna, da je začela igle iz pajacka zabadati v svoje srce. Pajacek se je prebudil, ji povedal, da je imela samo hude sanje in ji iz srca izvlekel vse igle. Potem sta srečno živela in si nista več zabadala iglic v srce pač pa le v zapestje, da nista pozabila, kakšen okus ima bolečina.

## Funkcija lika po Proppu
V tej pravljici pajacek prejme čudežno sredstvo, in sicer da oživi in ima človeške lastnosti. To sredstvo mu podeli deklica z vbodom bucike naravnost v srce.

## Pomen rdeče barve
Deklica pajacka zabode z najlepšo rdečo buciko.
Rdeča barva naj bi po Bettelheimu simbolizirala burna čustva, predvsem seksualna.
Po mnenju dr. Antona Trstenjaka pa je rdeča signalna barva, barva strasti, vitalnosti, prodornosti. Spodbuja intelektualni razvoj in aktivnost. Preveč rdeče lahko škodi, saj naj bi odvračala od mirnega spanca, če je rdeče v našem okolju preveč, je pa tudi vznemirjajoča in kaj hitro postane nadležna.
Rdeča pri otrocih je zelo priljubljena. To je pokazatelj dobrih odnosov s starši in drugimi otroci, hiperemocionalnosti in še ne prikrite agresije.